# Леоно-Либерийская возвышенность
Леоно-Либерийская возвышенность — возвышенность в Западной Африке, расположенная в географической области Верхняя Гвинея на территории Гвинеи, Сьерра-Леоне и Либерии. Протягивается с северо-запада на юго-восток, спускаясь рядом уступов к прибрежной низменности Атлантического океана и полого понижаясь в глубь материка.
Возвышенность сложена докембрийскими гранитами, гнейсами, кристаллическими сланцами и кварцитами, прорванными интрузиями основных пород. Поверхность возвышенности платообразная, слабоволнистая; средняя высота составляет 500—800 м. Над ней круто поднимаются многочисленные куполовидные инзельберги и горные кряжи, состоящие из особенно твёрдых пород. Наибольшей высоты достигают вершины Бинтимани (1948 м) и Нимба (1752 м).
Обильно увлажняемые юго-восточные склоны возвышенности покрыты густыми влажными вечнозелёными лесами; противоположные более сухие склоны — высокотравными саваннами с отдельными островками листопадно-вечнозелёных и редкостойных листопадных саванновых лесов. На территории возвышенности расположены крупные месторождения железных руд, а также золота, алмазов и бокситов.
Здесь берёт начало река Нигер. Примечательно, что от её истока до Атлантического океана расстояние составляет всего 240 км.